# 川口康夫
川口 康夫（かわぐち やすお、1944年2月14日 - ）は、東京都出身の俳優。1972年から東京俳優生活協同組合に所属していた。
身長170cm。体重65kg。旧芸名は宮寺 康夫、宮寺 康生。

## 出演作品

### テレビドラマ

#### NHK
- 少年ドラマシリーズ
  - 未来からの挑戦（1977年）
- 松本清張シリーズ たずね人（1977年） - 選挙運動員
- 大河ドラマ
  - 峠の群像（1982年） - 供侍
  - 徳川家康（1983年）
  - 春の波涛（1985年） - 内藤魯一
  - 太平記（1991年） - 武将
  - 信長 KING OF ZIPANGU（1992年） - 安祥長家
  - 徳川慶喜（1998年） - 水戸藩士
- 荒木又右衛門 決戦・鍵屋の辻（1990年）
- マミーの顔がぼくは好きだ（1990年）
- 拝啓自治会長殿 第5話（1995年）
- 新宿鮫
- 連続テレビ小説
  - あぐり（1997年）
  - すずらん（1999年）
- さわやか3組

#### 日本テレビ
- 家光が行く 第13話「大江戸日本晴れ」（1972年） - 手代宗吉
- 太陽にほえろ!
  - 第208話「ひとり立ち」（1976年）
  - 第628話「ヒーローになれなかった刑事」（1984年）
  - 第651話「号泣」（1985年）
  - 第667話「デュークという名の刑事」（1985年）
  - 第681話「それでも貴女は女なの!」（1986年）
  - 第690話「私が七曲署の藤堂だ」（1986年）
  - 第697話「マミーを怒らせた少年」（1986年）
  - 第705話「一億五千万円」（1986年）
  - 太陽にほえろ!PART2 第11話「神戸・愛の暴走」（1987年）
- 大都会 PARTII 第37話「凶器が走る」（1977年）
- 新五捕物帳
  - 第43話「阿波木偶秘聞・前」（1978年）
  - 第64話「禁じられた十手」（1979年）
  - 第165話「逃亡の果て」（1981年）
- さらば空中戦艦・富嶽～幻のアメリカ本土空襲（1979年） - 西村節郎
- 池中玄太80キロ(パート1) 第3話「やったぜ! 特ダネ」（1980年）
- 俺はおまわり君 第10話「夜もふけて、ひと恋しくて…」（1981年）
- 火曜サスペンス劇場
  - 張り子の虎（1983年）
  - 盲点（あな） 吹雪が消した心中事件の謎（1984年）
- 誇りの報酬 第26話「爆走! カージャック大追跡」（1986年） - 葉山専務の親友
- 悪女 第7話「…もう一度逢いたくて」（1992年）
- ぼくらの勇気 未満都市 第6話「生きる証」 - 第8話「ユーリの死」（1996年）

#### TBS
- ポーラテレビ小説
  - パンとあこがれ（1969年） - 哲夫
  - 安ベエの海（1969年 - 1970年） - 稔
- シークレット部隊 第25話「ナゾの美女強盗団」（1972年）
- ゆびきり 第5話（1973年）
- 白い影 第4話（1973年） - 雑誌記者
- 悪魔のようなあいつ 第17話（1975年）
- 寺内貫太郎一家2 第26話（1975年） - 先生
- 命もいらず名もいらず（1977年）
- たとえば、愛 第3話（1979年）
- 七人の刑事 第3シーズン 第57話「幸せの小さな旅」（1979年）
- ウルトラマン80（1980年） - イシジマ副官
  - 第17話「魔の怪獣島へ飛べ!!（前編）」
  - 第22話「惑星が並ぶ日 なにかが起こる」
- 天皇の料理番 第15話「おでんと帰らざる時」（1981年）
- ザ・サスペンス 骨肉の家（1983年）
- スクール☆ウォーズ 第19話「友よ安らかに眠れ」（1985年、大映テレビ）
- 子供が見てるでしょ! 第10話「疑惑のキスマーク」（1985年） - 審判
- 水曜ドラマスペシャル 哀しみの女（1987年）
- 仮面ライダーBLACK RX 第35話「光太郎指名手配!!」（1989年）
- スクールウォーズ2 第1話「移送・12名の謎」（1990年）
- 高校教師 第11話「永遠の眠りの中で」（1993年）
- 月曜ドラマスペシャル 小池真理子サスペンス 姥捨ての街（1994年）
- 協奏曲（1996年）
- 女子刑務所東三号棟2（2000年）
- 渡る世間は鬼ばかり

#### フジテレビ
- 素浪人罷り通る 第2話「素浪人罷り通る 暁の死闘」（1981年）
- 金曜女のドラマスペシャル 風の盆恋歌（1986年）
- 雪の蛍（1991年）
- 悪魔のささやき（1991年）
- ジュニア・愛の関係 第1話、第2話（1992年）
- 明るい家庭のつくり方（1992年）
- ロングバケーション 第10話「最後の恋」、第11話「神様のくれた結末」（1996年）
- フェイス 第7話「ウソだ! 俺の彩が死んだなんて」（1997年）
- 金曜エンタテイメント 美人記者香坂冬子の名推理（1997年）
- 幸福の明日（2000年）

#### テレビ朝日
- 特別機動捜査隊
  - 第497話「人生試験地獄」（1971年） - 和夫
  - 第641話「裸の街・東京」（1974年） - 桐島
- 非情のライセンス 第2シリーズ 第80話「兇悪のゆりかご」（1976年） - 森本竜夫
- 透明ドリちゃん 第6話「泣くな! コロッケ」（1978年） - カズヒコ
- 走れ!熱血刑事 第12話「走れ!熱血刑事」（1981年）
- ザ・ハングマン
  - ザ・ハングマン（1981年）
    - 第27話「人質は糖尿病 救急ネズミ作戦」
    - 第32話「死人を愛した女スパイ」

  - ザ・ハングマン4 第22話「検察官が新種の麻薬づくりを強要する!」（1985年）
- スーパー戦隊シリーズ
  - 太陽戦隊サンバルカン 第39話「尻もちおてんば娘」（1981年） - 兼太の父
  - 科学戦隊ダイナマン 第22話「いたずら大戦争!」（1983年）
- 特捜最前線
  - 第255話「張り込み 顔を消した女!」（1982年）
  - 第296話「カーリーヘアの女!」（1983年）
  - 第335話「愛人バンクの女!」（1983年）
  - 第347話「暗闇へのテレフォンコール！」（1984年）
  - 第369話「兜町・コンピューターよ、演歌を歌え!」（1984年）
  - 第390話「判決・愛が裁かれるとき!」（1984年）
  - 第425話「あるサラリーマンの死!」（1985年）
  - 第445話「倉敷-高松-観音寺・瀬戸内に架けた愛!!」（1985年）
  - 第458話「終着駅の女III　東京駅・青山圭子の逃亡!」（1986年）
  - 第482話「警官失踪・闇に哭く銃声!」（1986年）
- 西部警察 PART-III 第57話「5分間の逆転!!」（1984年）
- 私鉄沿線97分署 第18話「あんたが悪い!? モテモテマン!!」（1985年）
- メタルヒーローシリーズ
  - 巨獣特捜ジャスピオン 第10話「女スパイを連れた古代怪魚」（1985年） - 記者 ※「宮寺康雄」名義
  - 時空戦士スピルバン 第28話「赤ちゃんこんにちは・23世紀レッスン」（1986年） - 健一の父 ※「宮寺康雄」名義
  - 機動刑事ジバン 第5話「三大メカ出動! アイドルロボを救出せよ!」（1989年） - 板倉博士
  - 特捜ロボ ジャンパーソン 第11話「弱虫戦士の微笑」（1993年） - 博士
  - 重甲ビーファイター（1995年） - 本田隆主任
    - 第12話「やる気を奪え!!」
    - 第25話「美しき逃亡者!!」
- 迷宮課刑事おみやさん 第4話「13年前の夫婦交換心中が今日…!」（1985年）
- 六本木ダンディーおみやさん 第8話「秘密を抱いた女刑事が追う拳銃強盗事件」（1987年）
- 土曜ワイド劇場
  - 西村京太郎トラベルミステリー 第13作「日本海殺人ルート」（1988年）
  - 新・法医学教室の事件ファイル
    - 第1作「死体が嘘をついた!? 女医が解剖する殺人トリック!」（1994年）
    - 第2作「死体が盗まれた!! 女医が暴いた偽装殺人のカルテ」（1995年）

  - 新・女弁護士 朝吹里矢子 第4作「僧衣を着た銀行強盗の告発!?」（1996年）
  - 警察署長1（1997年）
- はぐれ刑事純情派
  - 第1シリーズ 第7話「産院から消えた赤ん坊」（1988年）
  - 第13シリーズ 第7話「安浦刑事が目撃者! 死体が歩いた!?」（2000年）
- 代表取締役刑事 第27話「人間の絆」（1991年）
- さすらい刑事旅情編
  - さすらい刑事旅情編IV 第7話「伊豆、三泊四日不倫旅行・同窓生の殺意」（1991年）
  - さすらい刑事旅情編V 第6話「疑惑の婚約者・血痕のついた札束」（1992年）
- 新空港物語 第4話「雪の成田・パリ便に遅れた女! 不倫旅行」（1994年）
- はみだし刑事情熱系 PART2 第20話「恐怖のビルジャック!! 人質にされた妻」（1998年）
- 仮面ライダークウガ（2000年）
- お前の諭吉が泣いている（2001年）

#### テレビ東京
- 大江戸捜査網 第3シリーズ 第402話「荒野に散った夫婦花」（1981年）
- 江戸中町奉行所

### テレビ番組
- 火曜ワイドスペシャル 加トちゃんケンちゃん光子ちゃん 笑いころげておもしろ家族! 第1回（1990年、フジテレビ）

### CM
- ACジャパン WATCH OUR CHILDREN〈catch ball〉（1998年）